# Выращивание кристаллов
Кристалл — это твердый материал, атомы, молекулы или ионы которого расположены в упорядоченном повторяющемся порядке, простирающемся во всех трех пространственных измерениях. Рост кристаллов является основной стадией процесса кристаллизации и заключается в добавлении новых атомов, молекул, ионов или полимерных нитей в характерное расположение кристаллической решетки. Рост обычно следует за начальной стадией гомогенного или гетерогенного (поверхностно катализируемого) зарождения, если только «затравочный» кристалл, специально добавленный для начала роста, уже не присутствовал.
Действие роста кристаллов приводит к образованию кристаллического твердого тела, атомы или молекулы которого плотно упакованы, с фиксированными положениями в пространстве относительно друг друга. Кристаллическое состояние вещества характеризуется выраженной структурной жесткостью и очень высокой устойчивостью к деформации (то есть изменению формы и/или объема). Большинство кристаллических твердых тел имеют высокие значения как Модуля Юнга, так и модуля упругости сдвига. Это контрастирует с большинством жидкостей, которые имеют низкий модуль сдвига и, как правило, обладают способностью к макроскопическому вязкому течению.

## Обзор
В процессе кристаллизации существует две стадии: зарождение и рост. На первой стадии зарождения создается небольшое ядро, содержащее вновь образующийся кристалл. Зарождение происходит относительно медленно, так как исходные кристаллические компоненты должны соприкасаться друг с другом в правильной ориентации и расположении, чтобы они могли прилипнуть и сформировать кристалл. После успешного формирования стабильного ядра наступает стадия роста, на которой свободные частицы (атомы или молекулы) адсорбируются на ядре и распространяют его кристаллическую структуру наружу из места зарождения. Этот процесс происходит значительно быстрее, чем зарождение. Причина такого быстрого роста заключается в том, что реальные кристаллы содержат дислокации и другие дефекты, которые действуют как катализатор для добавления частиц в существующую кристаллическую структуру. Напротив, идеальные кристаллы (без дефектов) росли бы чрезвычайно медленно. С другой стороны, примеси могут действовать как ингибиторы роста кристаллов, а также могут изменять габитус кристаллов.

## Зарождение
Зарождение может быть либо однородным, без влияния посторонних частиц, либо гетерогенным, с влиянием посторонних частиц. Как правило, гетерогенное зарождение происходит быстрее, поскольку инородные частицы действуют как каркас для роста кристалла, устраняя тем самым необходимость создания новой поверхности и возникающие потребности в поверхностной энергии.
Гетерогенное зарождение может происходить несколькими способами. Некоторые из наиболее типичных — это небольшие включения или разрезы в контейнере, на котором выращивается кристалл. Это включает в себя царапины по бокам и дну стеклянной посуды. Обычной практикой в выращивании кристаллов является добавление постороннего вещества, такого как струна или камень, в раствор, тем самым обеспечивая места зарождения для облегчения роста кристаллов и сокращения времени до полной кристаллизации.
Таким образом можно также контролировать количество зародышевых участков. Если используется совершенно новая стеклянная посуда или пластиковый контейнер, кристаллы могут не образоваться, поскольку поверхность контейнера слишком гладкая, чтобы допустить гетерогенное зарождение. С другой стороны, сильно поцарапанный контейнер приведет к появлению множества линий мелких кристаллов. Для получения умеренного количества кристаллов среднего размера лучше всего подходит контейнер с несколькими царапинами. Аналогично, добавление небольших ранее изготовленных кристаллов, или затравочных кристаллов, в проект по выращиванию кристаллов обеспечит зародышевые участки в растворе. Добавление только одного затравочного кристалла должно привести к получению более крупного монокристалла.

## Механизмы роста
Граница раздела между кристаллом и его паром может быть молекулярно острой при температурах значительно ниже точки плавления. Идеальная кристаллическая поверхность растет за счет распространения отдельных слоев или, что эквивалентно, за счет бокового продвижения ступеней роста, ограничивающих слои. Для заметных темпов роста этот механизм требует конечной движущей силы (или степени переохлаждения), чтобы снизить барьер зарождения достаточно для зарождения посредством тепловых колебаний. В теории роста кристаллов из расплава, Бертон и Кабрера различают два основных механизма:

### Неравномерный боковой рост
Поверхность продвигается за счет бокового перемещения ступеней, которые составляют одно межплоскостное расстояние по высоте (или некоторое их интегральное кратное). Элемент поверхности не претерпевает никаких изменений и не движется нормально к себе, кроме как во время прохождения ступени, а затем он продвигается на высоту ступени. Полезно рассматривать этот шаг как переход между двумя смежными областями поверхности, которые параллельны друг другу и, следовательно, идентичны по конфигурации — смещены друг от друга на целое число плоскостей решетки.

### Равномерный нормальный рост
Поверхность движется по нормали к себе без необходимости пошагового механизма роста. Это означает, что при наличии достаточной термодинамической движущей силы каждый элемент поверхности способен к непрерывному изменению, способствующему продвижению интерфейса. Для острой или прерывистой поверхности это непрерывное изменение может быть более или менее равномерным на больших площадях при каждом последующем новом слое. Для более диффузной поверхности механизм непрерывного роста может потребовать изменения нескольких последовательных слоев одновременно.
Неравномерный боковой рост — это геометрическое движение ступеней — в отличие от движения всей поверхности, перпендикулярной самой себе. Альтернативно, равномерный нормальный рост основан на временной последовательности элемента поверхности. В этом режиме нет никакого движения или изменения, за исключением случаев, когда шаг проходит через непрерывное изменение. Предсказание того, какой механизм будет работать при любом наборе заданных условий, имеет фундаментальное значение для понимания роста кристаллов. Для этого прогноза были использованы два критерия:
Является ли поверхность диффузной или нет: диффузная поверхность — это поверхность, на которой переход от одной фазы к другой происходит непрерывно на нескольких атомных плоскостях. Это контрастирует с острой поверхностью, для которой основное изменение свойств (например, плотности или состава) является прерывистым и обычно ограничивается глубиной одного межплоскостного расстояния.
Независимо от того, является ли поверхность сингулярной или нет: сингулярная поверхность — это поверхность, на которой поверхностное натяжение в зависимости от ориентации имеет заостренный минимум. Известно, что для роста особых поверхностей требуются шаги, в то время как обычно считается, что неособые поверхности могут непрерывно двигаться по нормали к самим себе.

### Движущая сила
Рассмотрим далее необходимые требования к появлению бокового роста. Очевидно, что механизм бокового роста будет найден, когда любая область поверхности сможет достичь метастабильного равновесия в присутствии движущей силы. Затем он будет стремиться оставаться в такой равновесной конфигурации до прохождения шага. После этого конфигурация будет идентичной, за исключением того, что каждая часть шага будет увеличена на высоту шага. Если поверхность не может достичь равновесия при наличии движущей силы, то она продолжит движение, не дожидаясь бокового движения ступеней.
Таким образом, Кан пришел к выводу, что отличительной особенностью является способность поверхности достигать равновесного состояния при наличии движущей силы. Он также пришел к выводу, что для каждой поверхности или интерфейса в кристаллической среде существует критическая движущая сила, которая, если ее превысить, позволит поверхности или интерфейсу двигаться нормально к себе, а если не превысить, потребуется механизм бокового роста.
Таким образом, при достаточно больших движущих силах поверхность раздела может перемещаться равномерно без использования механизма гетерогенного зарождения или винтовой дислокации. То, что составляет достаточно большую движущую силу, зависит от диффузности интерфейса, так что для чрезвычайно диффузных интерфейсов эта критическая движущая сила будет настолько мала, что любая измеримая движущая сила превысит ее. В качестве альтернативы, для острых интерфейсов критическая движущая сила будет очень большой, и наибольший рост будет происходить за счет механизма бокового шага.
Следует обратить внимание, что в типичном процессе затвердевания или кристаллизации термодинамическая движущая сила определяется степенью переохлаждения.

## Морфология
Обычно считается, что механические и другие свойства кристалла также имеют отношение к предмету исследования, и что морфология кристалла обеспечивает недостающее звено между кинетикой роста и физическими свойствами. Необходимый термодинамический аппарат был обеспечен исследованием Джозайи Уилларда Гиббса гетерогенного равновесия. Он дал четкое определение поверхностной энергии, с помощью которого понятие поверхностного натяжения стало применимым как к твердым телам, так и к жидкостям. Он также оценил, что анизотропная поверхностная свободная энергия подразумевает несферическую равновесную форму, которая должна быть термодинамически определена как форма, минимизирующая общую поверхностную свободную энергию.
Будет полезно отметить, что рост нитей обеспечивает связь между механическим явлением высокой прочности нитей и различными механизмами роста, которые отвечают за их волокнистую морфологию. (До открытия углеродных нанотрубок монокристаллические нити обладали самой высокой прочностью на растяжение из всех известных материалов). Некоторые механизмы производят бездефектные нити, в то время как другие могут иметь одношнековые смещения вдоль главной оси роста, приводящие к появлению высокопрочных нитей.
Механизм, лежащий в основе роста нитпей, не совсем понятен, но, по-видимому, стимулируется механическими напряжениями сжатия, включая механически вызванные напряжения, напряжения, вызванные диффузией различных элементов, и термически вызванные напряжения. Металлические нити отличаются от металлических дендритов несколькими аспектами. Дендриты имеют форму папоротника, как ветви дерева, и растут по всей поверхности металла. Напротив, нити волокнистые и выступают под прямым углом к поверхности роста или подложке.

### Диффузионный контроль
Очень часто, когда пересыщение (или степень переохлаждения) высока, а иногда даже когда она невелика, кинетика роста может контролироваться диффузией. При таких условиях многогранная кристаллическая форма будет нестабильной, у нее появятся выступы по углам и краям, где степень пересыщения находится на самом высоком уровне. Кончики этих выступов явно будут точками наивысшего перенасыщения. Обычно считается, что выступ будет становиться длиннее (и тоньше на кончике) до тех пор, пока эффект межфазной свободной энергии при повышении химического потенциала не замедлит рост наконечника и не сохранит постоянное значение толщины наконечника.
В последующем процессе утолщения наконечника должна наблюдаться соответствующая нестабильность формы. Незначительные выпуклости должны быть преувеличены — и перерасти в быстро растущие боковые ветви. В такой нестабильной (или метастабильной) ситуации незначительных степеней анизотропии должно быть достаточно для определения направлений значительного ветвления и роста. Наиболее привлекательным аспектом этого аргумента, конечно, является то, что он дает первичные морфологические особенности роста дендритов.